# Hruboňovo
Hruboňovo é um município da Eslováquia, situado no distrito de Nitra, na região de Nitra. Tem 11,55 km² de área e sua população em 2018 foi estimada em 517 habitantes.

## Demografia
| Ano:        | 1994 | 2004   | 2014   | 2024    |
| ----------- | ---- | ------ | ------ | ------- |
| Broj ljudi: | 464  | 487    | 502    | 588     |
| Razlika:    |      | +4,95% | +3,08% | +17,13% |

| Ano:               | 2023 | 2024   |
| ------------------ | ---- | ------ |
| Número de pessoas: | 575  | 588    |
| Diferença:         |      | +2,26% |